# Helsingin Sanomat
Helsingin Sanomat (zkratkou HS) jsou finské noviny vlastněné společností Sanoma. S nákladem 365 994 výtisků a čteností 883 000 čtenářů jsou největšími novinami ve Finsku a všech severských zemích. Jejich webové stránky, které jsou dostupné i v angličtině, jsou na finském internetu druhé nejnavštěvovanější. V roce 2010 se Helsingin Sanomat staly prvními finskými novinami, vydávajícími zprávy i pro iPad.
Helsingin Sanomat v 90. letech silně podporoval vstup do Evropské unie a později i do NATO. Údajně „bylo o vstupu Finska do unie rozhodnuto ve chvíli, kdy Helsingin Sanomat začal psát proevropsky“.

## Historie
Předchůdcem dnešního Helsingin Sanomat byl deník Päivälehti, založený roku 1889 a vydávaný až do roku 1904. Mezi jeho zakladateli byli mj. Eero Erkko, Juhani Aho nebo Arvid Järnefelt. Finsko bylo v této době pod ruskou nadvládou a politickou cenzurou. Po vraždě ruského guvernéra Finského velkoknížectví Nikolaje Ivanoviče Bobrikova v červnu 1904 byl o měsíc později Päivälehti zrušen. O rok později byl založen Helsingin Sanomat, jakožto pokračovatel Päivälehti, a 7. července 1904 bylo vydáno první číslo.
S celou historii deníku i jeho vlastnické společnosti Sanoma je úzce spjato jméno rodiny Erkko, jejíž členové byli zakladateli deníku a rovněž i jeho šéfredaktory. Jejich potomci mají dodnes podíl na vlastnictví.